# Pinocchio (DJ Lhasa)
Pinocchio è un singolo dell'anno 2002 del dj Maurizio Braccagni, in arte DJ Lhasa.

## Tracce
1. Pinocchio (Ma.Bra. Radio Edit) 3:26
2. Teknopatia (Ma.Bra. Radio Edit) 3:34
3. Pinocchio (Extended Mix) 5:08
4. Teknopatia (Extended Mix) 5:53